# Marie-Clotilde-Élisabeth Louise de Riquet de Caraman-Chimay
Pour les autres membres de la famille, voir Riquet.
Marie-Clotilde-Élisabeth Louise de Riquet, comtesse de Mercy-Argenteau, dite Louisa de Mercy-Argenteau, née le 3 juin 1837 à Paris et morte le 8 novembre 1890 à Saint-Pétersbourg, est une pianiste, compositrice et critique musicale belge, issue de la famille Riquet de Caraman.

## Biographie

### Enfance
Marie-Clotilde-Élisabeth Louise de Riquet est la fille aînée de Michel Gabriel Alphonse Ferdinand de Riquet (1810–1865), créé prince de Chimay en 1834 à titre personnel, et de Rosalie de Riquet de Caraman (1814–1872). Sa grand-mère maternelle est la célèbre Madame Tallien.
Au cours de son enfance, elle reçoit une bonne éducation : en plus du français, elle maîtrise l'anglais, l'allemand et l'italien. Elle montre de remarquables aptitudes à l'aquarelle et au piano.

### Mariage et vie parisienne

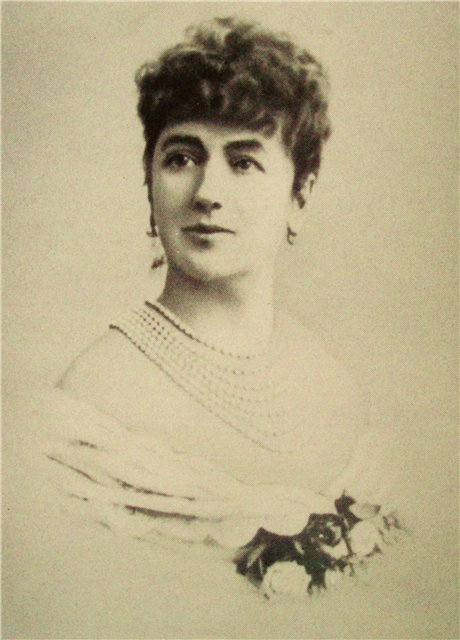
Portrait datant des années 1870

Le 11 avril 1860, elle se marie à Eugène Arnould Henri Charles François Marie de Mercy-Argenteau (1838–1888). Le jeune couple s’installe dans la résidence parisienne des Mercy-Argenteau, l’Hôtel de La Marck, situé 25 rue de Surène.
Ils reviennent régulièrement au château familial d’Argenteau, près de Visé. La famille de Mercy-Argenteau possède deux autres châteaux dans le Condroz : le château d’Ochain, à Clavier, et celui de Vierset, à Modave.
À Paris, elle est proche de Blandine Ollivier (1835-1862), fille de Franz Liszt et de la comtesse Marie d'Agoult et épouse de l’homme politique français Émile Ollivier. Blandine lui fait rencontrer son père dès 1861, et c'est ainsi que naît une correspondance de plus de 20 ans entre Louisa et le célèbre compositeur. Ce dernier sera reçu plusieurs fois au château d’Argenteau, où il aime jouer de l’orgue dans la chapelle de Wixhou.
La comtesse de Mercy devient l'une des premières belles de la haute société parisienne, où elle se distingue non seulement par sa beauté, mais aussi par son érudition et son excentricité,. Si l'ambassadeur de Russie, le comte Ernest de Stackelberg, est passionnément amoureux d'elle, c'est le banquier le plus riche de son temps, Albert von Oppenheim (de), qui sera son amant.
Louisa compte parmi les intimes de la salonnière Pauline von Metternich (1836-1921), épouse de l’ambassadeur d’Autriche à Paris, qui lui permet de rencontrer, en 1866, l'empereur Napoléon III. Louisa devient rapidement son amie, puis sa maîtresse. Pour voir incognito la comtesse, qui loge à partir de 1869 au 18 rue de l'Élysée, l'empereur fait aménager un souterrain secret reliant cet hôtel à la sacristie de la chapelle du palais de l'Élysée. Alors qu'après sa défaite à la bataille de Sedan, Napoléon III est gardé prisonnier par les Prussiens au château Wilhelmshöhe, Louisa lui rend visite et lui joue de la musique. Elle rédigera plus tard un livre de mémoires sur sa relation avec l'empereur.
Louisa est proche également de Marie de Montesquiou-Fezensac (d) (1834-1884), férue de musique et épouse de son cousin Joseph II, 18e prince de Chimay.

### Musique russe et vie belge

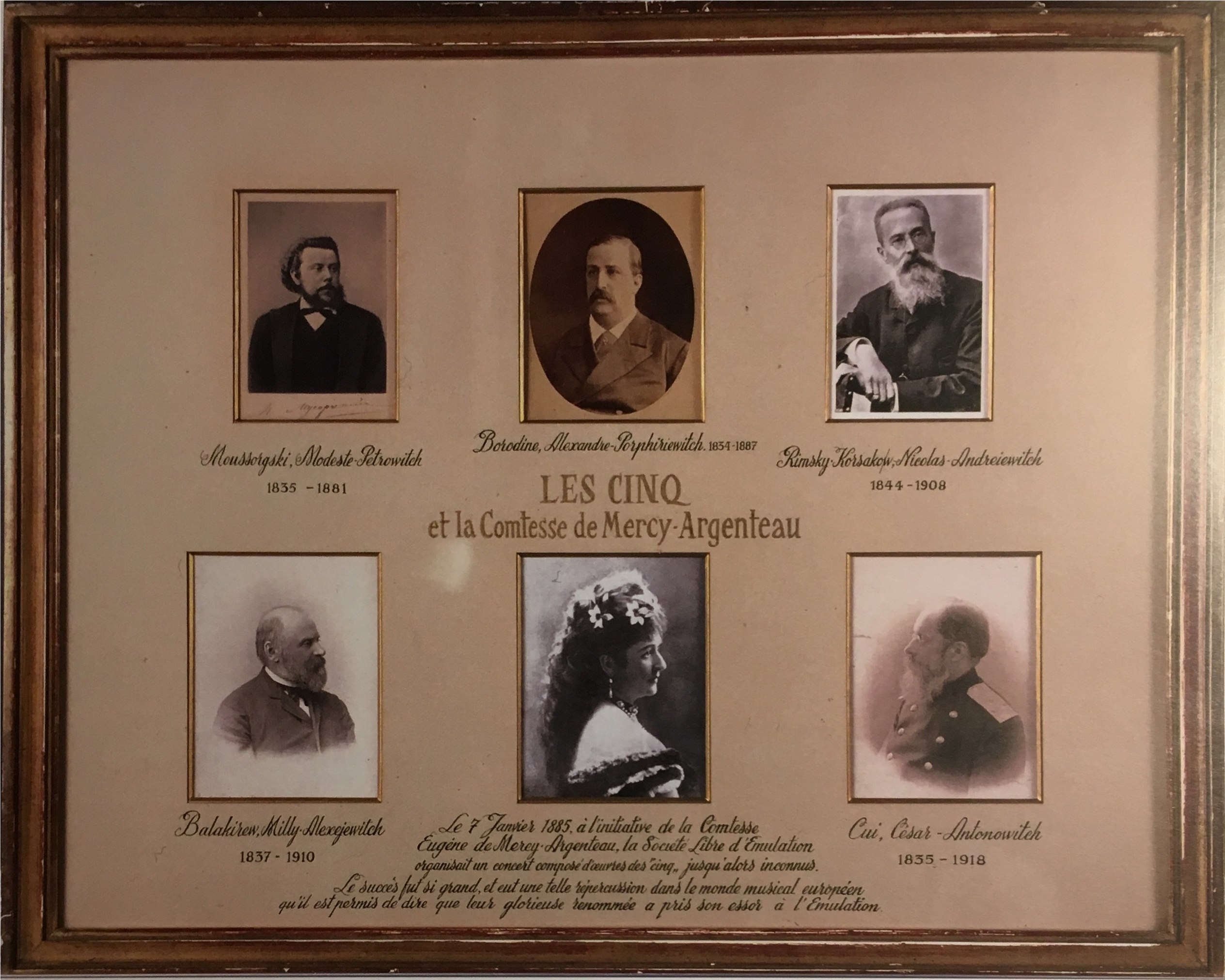
Ensemble de six photos légendées provenant de la Société Libre d'Émulation de Liège (c.1918), commémorant le concert du 7 janvier 1885, organisé à l'initiative de la comtesse de Mercy-Argenteau pour révéler au public européen la musique du Groupe des Cinq

Après la chute de Napoléon III, la comtesse se retire de la vie mondaine et politique, en se réfugiant dans son château d'Argenteau, où elle consacre tout son temps libre à la musique.
Au début des années 1880, elle développe un intérêt pour la musique russe, par l'intermédiaire du pianiste et chef d’orchestre Théodore Jadoul, qui lui fait découvrir le poème symphonique Dans les Steppes de l’Asie Centrale d'Alexandre Borodine.
Bouleversée par cette œuvre, elle se met à étudier les compositions d’autres membres du Groupe des Cinq. Voulant faire connaître leur musique aux mélomanes belges, elle se met en relation épistolaire avec César Cui, Alexandre Borodine et Nikolaï Rimski-Korsakov.
Elle entreprend alors d’étudier la langue russe, traduit des œuvres vocales de divers compositeurs russes, et publie des articles critiques dans Le Ménestrel et Le Guide musical (en). Elle tente ainsi d’adapter, en français, les opéras Le Prisonnier du Caucase (Cui), Le Prince Igor (Borodine), et La Pskovitaine (Rimski-Korsakov).

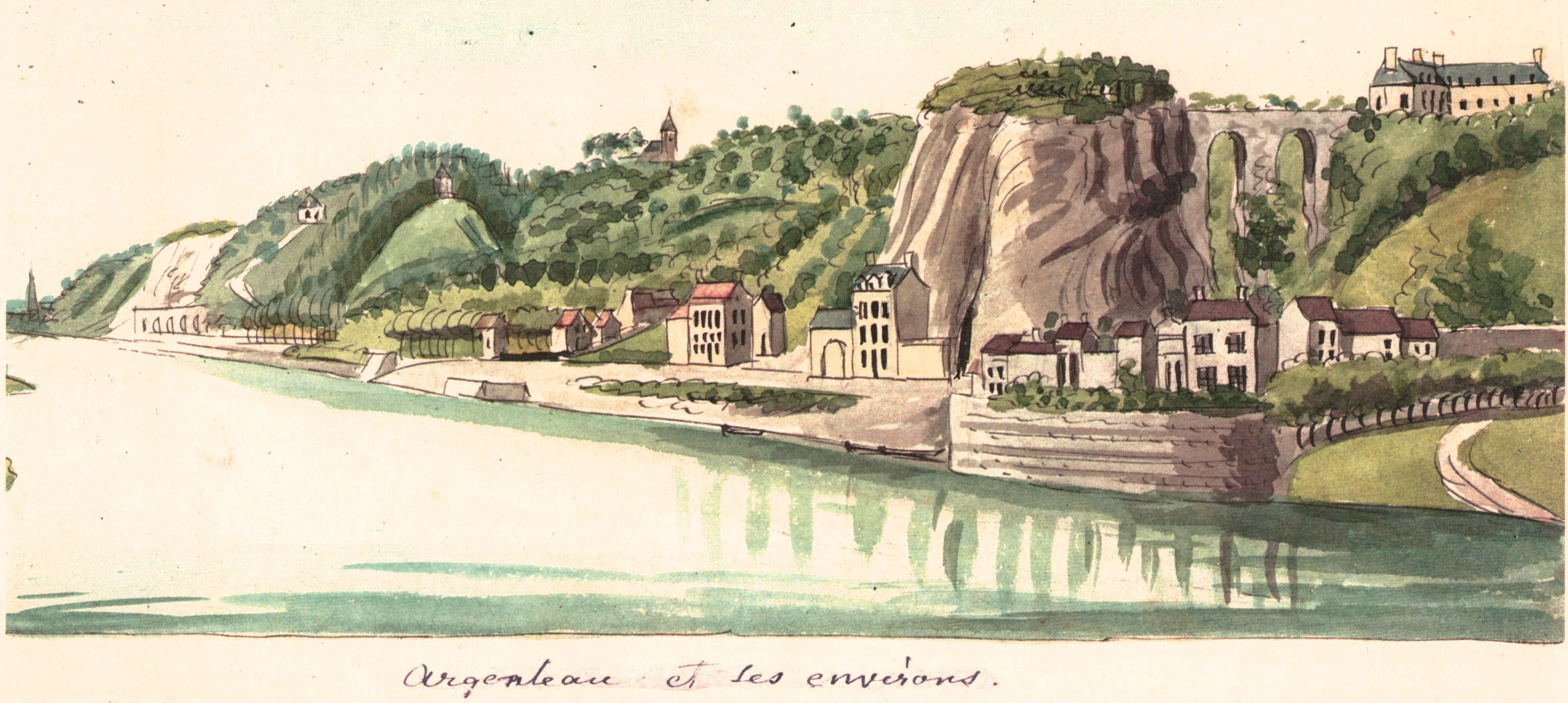
À droite, le château actuel avec le pont vers le rocher où se dressait autrefois l'ancienne forteresse. (, milieu du XIXe siècle)

À Argenteau, elle réunit un cénacle de mélomanes enthousiastes, dont la pianiste et violoniste Juliette Folville (1870-1946) et son père Jules, avocat et pianiste amateur. En 1884, elle y invite Alexandre Borodine, qui se prend d'affection pour la jeune Juliette Folville, et en devient le « parrain ».
Le 7 janvier 1885, Louisa organise à la Société libre d'Émulation de Liège un concert de musique russe au bénéfice de l’Institut Royal des Sourds-Muets et des Aveugles (d), sous la direction de Théodore Jadoul. Louisa y interprète deux pièces pour piano et est rejointe par le violoniste César Thomson pour une autre pièce de Cui. Il s'agit du premier concert qui vise à faire connaître la musique russe à l'Europe occidentale. La machine est lancée : en 1886, Borodine est de retour à Argenteau avec César Cui pour plusieurs concerts à Liège. Au Théâtre royal de Liège, on interprète Le Prisonnier du Caucase de Cui, puis le chef Jean-Théodore Radoux dirige la Symphonie n° 2 en si mineur de Borodine, la Suite miniature de Cui et la Marche posthume de Moussorgski.
Après les décès de son ami Borodine (27 février 1887) et de son mari Eugène (2 mai 1888), Louisa intensifie les liens d'amitié qu'elle entretient avec César Cui, dont les séjours à Argenteau en compagnie de son épouse et de ses enfants deviennent fréquents. Il y compose plusieurs œuvres dont un cantique pour deux voix d’enfants, Les oiseaux d’Argenteau, une suite pour piano intitulée À Argenteau, ou encore son opéra en trois actes Le Flibustier, sur des poèmes de l’écrivain français Jean Richepin (1849-1926).
Sur base de ses discussions avec le compositeur, Louisa publie en 1888 l'ouvrage César Cui, esquisse critique, qu’elle dédie à l’impératrice de Russie Alix de Hesse-Darmstadt.

### Mort en Russie

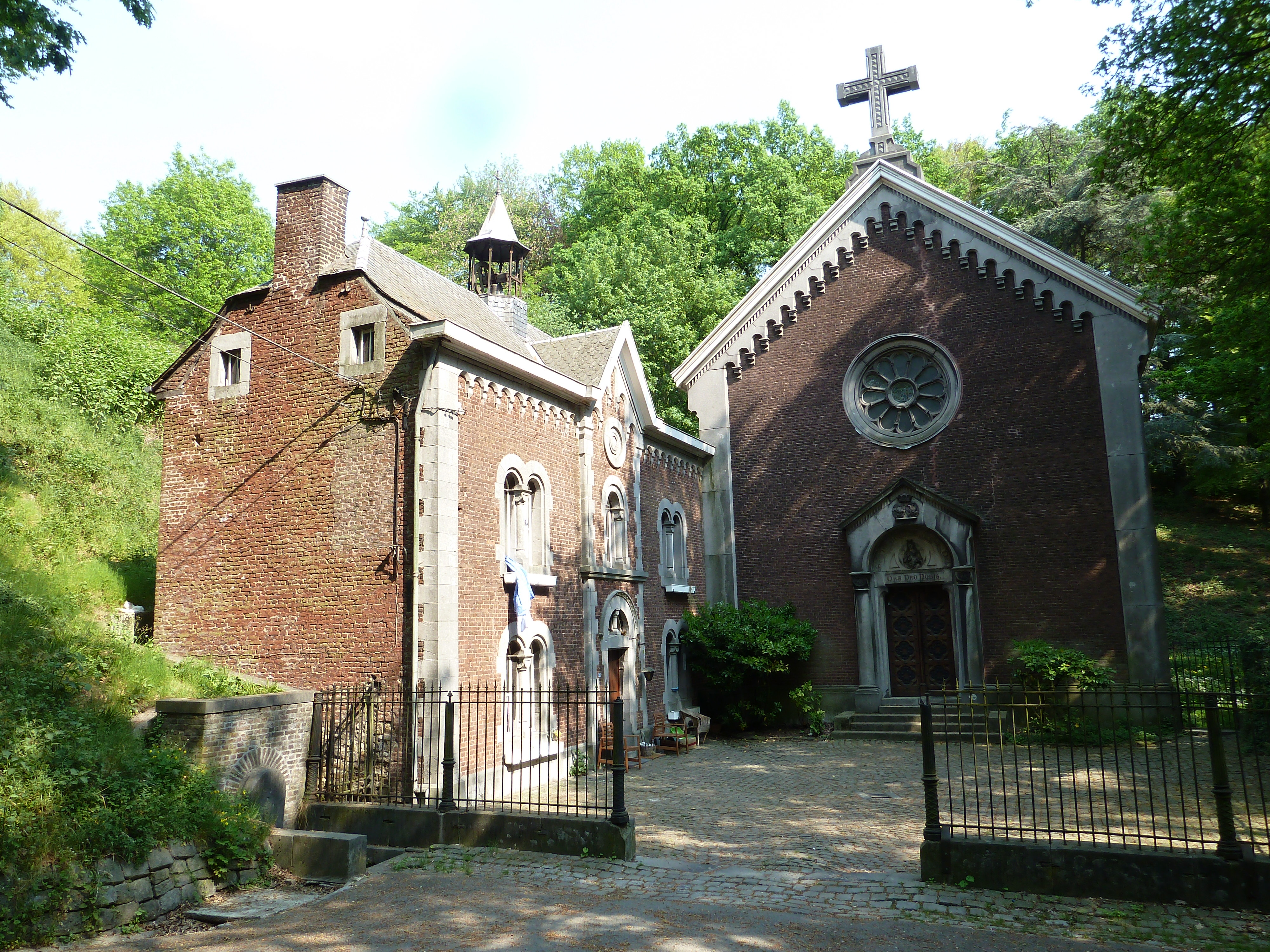
La chapelle de Wixhou.

La comtesse passe les trois dernières années de sa vie avec César Cui et sa famille. Elle décède d'un cancer le 8 novembre 1890, à Saint-Pétersbourg.
Son corps est rapatrié en Belgique et enterré dans son château d'Argenteau. Le 15 novembre, l’enterrement a lieu à la chapelle de Wixhou, proche du château. César Cui et Juliette Folville y assistent, ainsi que les villageois et les représentants des familles aristocratiques.
Par la suite, le château d’Argenteau sera vendu par sa fille Rosalie, épouse d'Édouard Joseph Hubert Marie de Bésiade, duc d'Avaray (1856-1930).

## Hommages
En reconnaissance pour son mécénat, de nombreux artistes ont dédié une ou plusieurs compositions à Louisa de Mercy-Argenteau.
Par exemple :
- Le violoniste Martin-Pierre-Joseph Marsick (1847-1924) lui dédie son opus 6, Deux morceaux pour violon avec accompagnement de piano.
- Le pianiste Anton Rubinstein (1829-1894) lui dédie, en 1870, sa Valse-Caprice pour piano en mi bémol majeur.
- Gabriel Fauré lui consacre sa Nocturne no. 4 opus 36 pour piano.
- Franz Liszt compose une version pour piano de la Tarentella de César Cui et la dédie à la comtesse.
- Alexandre Borodine lui dédie sa Petite Suite (en) pour piano et la chanson pour piano et soprano Fleurs d’Amour sur des paroles françaises de Paul Collin.
- Juliette Folville (1870-1946), « filleule » de Louisa Mercy-Argenteau, dédie à sa protectrice une Berceuse pour chant et piano.

En 1890, le peintre Ilia Répine réalise son portrait à Saint-Pétersbourg.

## Compositions
Les archives du Château de Chimay renferment des exemplaires de deux recueils de compositions de Louisa de Mercy-Argenteau publiés à Paris en 1869 : Quatre pièces pour piano et Six Mélodies, pour voix et piano, qui comprennent :
- Adieu, composé sur le poème Adieu d’André Chénier
- Le Sylphe, sur le poème Le Sylphe publié par Victor Hugo dans son recueil Odes et Ballades
- Vieille Chanson basée sur le poème Vieille Chanson du Jeune Temps tiré des Contemplations de Victor Hugo
- Solitude basée sur le poème Soupir de Sully Prudhomme, tiré du recueil Les Solitudes
- Message d’un parolier non déterminé
- Le Crucifix composé sur le poème de Victor Hugo Écrit au Bas d’un Crucifix, tiré des Contemplations.

## Publications
- Louise comtesse de Mercy-Argenteau, César Cui : esquisse critique, Fischbacher, 1888 (lire en ligne)
- (en) Louise comtesse de Mercy-Argenteau, The Last Love of an Emperor, Reminiscences of the Comtesse Louise de Mercy-Argenteau, Née Princesse de Caraman-Chimay, W. Heinemänn, 1926 (lire en ligne)

De nombreuses lettres échangées entre la comtesse et Alexandre Borodine sont incluses dans le livre publié par Souvorine sous le titre A. P. Borodine (1889).

### En français
- Carlo Bronne, La comtesse de Mercy-Argenteau, Liège, Soledi, 1945 (lire en ligne)
- Marie Cornaz, « Louisa de Mercy-Argenteau, une comtesse musicienne », Revue de la Société liégeoise de musicologie, vol. 20,‎ 2002, p. 123-133 (lire en ligne [PDF])
- Malou Haine, Hugo Rodriguez et Itzana Dobbelaere, La Belgique à l’heure russe (1880-1914), Vrin, 2013 (ISBN 978-2-7116-2490-4, lire en ligne)
- Rose Adélaïde de Mercy-Argenteau, La Dernière de sa race, Noir Dessin Production, 2009, 270 p. (EAN 9782873512002)

### En anglais
- (en) Charles Suttoni, « Liszt and Louise de Mercy-Argenteau », Journal of the American Liszt Society, no 34,‎ 1993, p. 1-10
- (en) Thérèse de Caraman-Chimay, Violets for the Emperor : The Life of Louisa de Mercy-Argenteau 1837–1890, Londres, Harvill Press, 1972 (ISBN 9780002728713)
- (en) Christine Van Den Buys, « The Mighty Five and Belgium », VUB,‎ 22 mars 2014 (lire en ligne, consulté le 23 novembre 2022)

### En russe
- (ru) Semion Krouglikov (ru), « Графиня де Мерси-Аржанто », Артист,‎ avril 1891
- (ru) Alekseï Markovitch Oumanskii [Алексей Маркович Уманский], « Мерси д’Аржанто, Луиза », dans Dictionnaire encyclopédique Brockhaus et Efron,‎ 1890-1907 (lire en ligne)
- (ru) Elizaveta Alekseïevna Narychkina [Елизавета Алексеевна Нарышкина], Мои воспоминания : Под властью трех царей, Moscou, Новое литературное обозрение,‎ 2014, 688 p.
- (ru) Aleksandr Fedorovitch Nazarov [Александр Федорович Назаров], Цезарь Антонович Кюи, Moscou, Музыка,‎ 1989

### En allemand
- (de) Mária P. Eckhardt et Cornelia Szabo-Knotik, Franz Liszt und sein Kreis, in Briefen und Dokumenten aus den Beständen des Burgenländischen Landesmuseums, Eisenstadt, Burgenländisches Landesmuseum, coll. « Wissenschaftliche Arbeiten aus dem Burgenland » (no 66), 1983 (lire en ligne [PDF])